# إريك بيترسن
إريك بيترسن (بالألمانية: Erich Petersen)‏ هو ضابط ألماني، ولد في 25 أغسطس 1889 في هايدلبرغ في ألمانيا، وتوفي في 4 يوليو 1963 في بيرغ في ألمانيا.